# Cystodictya sinuomarginata
Cystodictya sinuomarginata är en mossdjursart som beskrevs av Mather 1915. Cystodictya sinuomarginata ingår i släktet Cystodictya och familjen Cystodictyonidae. Inga underarter finns listade i Catalogue of Life.